# Краснопресненское трамвайное депо
Краснопре́сненское трамвайное депо — одно из трамвайных депо (парков) московского трамвая (в прошлом — Пресненский трамвайный парк).

## История

### Площадка на Пресне
История Краснопресненского трамвайного депо началась в 1909 году. Летом этого года рядом с Ваганьковским кладбищем был заложен Пресненский трамвайный парк на 126 вагономест. Из-за экономии средств в 1912 году он был превращён в резервный трамвайный парк, из которого только по воскресеньям и большим праздникам выходило 19 вагонов. Пуск в эксплуатацию намечался на осень 1914 года. Однако началась Первая мировая война, и парк, благодаря близости с железной дорогой, был превращён в эвакогоспиталь.
В мае 1919 года в Пресненском парке началось восстановление полуразрушенных трамвайных вагонов, собранных со всей Москвы за все годы Первой мировой и гражданской войн и стоявших на Ходынском поле, и регулярный выпуск пассажирских трамвайных вагонов. С этого момента официально отсчитывается история Краснопресненского трамвайного депо.
Название «Краснопресненское трамвайное депо» появилось в 1925 году.
В годы Великой Отечественной войны в депо стали работать женщины и подростки. Вагоны перевозили не только пассажиров, но и продовольствие, боеприпасы, раненых. Часть производства в депо была переоборудована для изготовления продукции военного назначения.
В 1973 году была разобрана трамвайная линия по Большой Грузинской улице. В результате в Москве образовались две изолированных друг от друга сети трамвайных линий, одну из которых стало обслуживать полностью только Краснопресненское депо (остальные депо оказались отрезанными от этой части сети), а в 1-м Земельном переулке, где находятся служебные пути депо, была построена специальная эстакада для погрузки вагонов на трейлер, который отвозил неисправные вагоны на ТРЗ и привозил отремонтированные вагоны обратно.
В 2002 году в связи со строительством транспортной развязки Третьего транспортного кольца и снятием трамвайной линии по Беговой улице Краснопресненское трамвайное депо было перенесено в Строгино на новую площадку. Последний вагон своим ходом покинул депо 25 мая. После этого депо было отрезано от остальной сети. В депо остались несколько трамвайных вагонов, проходивших средний ремонт. Все эти вагоны вывозились из депо на трейлере, последний был вывезен 5 июля 2002 года. После того как последний отремонтированный вагон покинул депо, началось поэтапное переоборудование его в качестве новой площадки 5-го троллейбусного парка имени Артамонова.

### Площадка в Строгино
Депо в Строгине было построено в 2001—2002 гг. и начало работать 13 мая 2002 года. Начиная с 25 мая 2002 года обслуживает маршруты в полном объёме. На территории имеется эстакада для погрузки вагонов на трейлер. Так как депо на новом месте строилось в большой спешке, то в первое время работы на новой площадке ещё не были готовы помещения для выполнения мелкого и среднего ремонта, а потому до июля 2002 года ремонт вагонов ещё продолжался в уже отрезанном от трамвайной сети старом депо на Пресне. После переноса депо в Строгино были планы о переименовании Краснопресненского трамвайного депо в Строгинское, но по желанию жителей СЗАО решили оставить историческое название — Краснопресненское. В 2015 году предположили все трамвайные депо переименовать как «Краснопресненское», однако такое решение не состоялось[прояснить].
В рамках оптимизации структуры ГУП «Мосгортранс» депо в декабре 2015 года преобразовано в Трамвайную площадку № 3 Единого трамвайного филиала ГУП «Мосгортранс».
| №  | Конечные пункты                      | Примечание |
| -- | ------------------------------------ | ---------- |
| 6  | Братцево — Сокол                     |            |
| 10 | Улица Кулакова — Щукинская           |            |
| 15 | Таллинская улица — Сокол             |            |
| 21 | Таллинская улица — Щукинская         |            |
| 23 | Михалково — Сокол                    |            |
| 27 | Дмитровская — Войковская             |            |
| 28 | Проспект Маршала Жукова — Сокол      |            |
| 29 | Дмитровская — Михалково              |            |
| 30 | Улица Кулакова — Михалково           |            |
| 31 | Проспект Маршала Жукова — Войковская |            |

## Подвижной состав
1. 71-414 — 70 вагонов. С 4 декабря 2023 на линию с пассажирами не выходят.
2. 71-931М «Витязь-М» — 34 вагона. Работает 31 вагон.
3. 71-911ЕМ «Львёнок» — 40 вагонов.

Служебный ПС
1. Поливомоечный вагон на базе Tatra T3SU — 2 единицы
2. Крановая платформа на базе Tatra T3SU — 1 единица
3. Вагон-лаборатория на базе Tatra T3SU — 1 единица
4. Рельсошлифовщик на базе Tatra T3SU — 1 единица
5. Учебный вагон на базе Tatra T3SU — 1 единица
6. ГС-4 — 6 единиц